# Distretto di Bududa
Il distretto di Bududa è un distretto dell'Uganda, situato nella Regione orientale.